# Baldham Boars
Der Baseball Club Baldham Boars e. V. wurde 1988 gegründet und ist einer der ältesten und traditionsreichsten Baseball Vereine in Bayern.

## Teams
Der Baseball Club Baldham Boars e. V. tritt 2025 mit folgenden Teams an:
- Herren 1 2. Bundesliga
- Herren 2 Landesliga
- Jugend (bis 15 Jahre)
- Schüler Live Pitch (bis 12 Jahre)
- Schüler Coach Pitch (bis 12 Jahre)
- Damen Softball Landesliga
- Barbecue Freizeit Mannschaft

## Namensgebung
Boar heißt auf Deutsch Eber. Die Gründungsmitglieder wählten den Namen und das Wappentier nach dem Landkreis Ebersberg.

## Spielstätte
Die Baldham Boars bestritten seit der Gründung bis ins Jahr 2017 ihre Heimspiele auf dem Boars Field im Sport- und Freizeitgelände Vaterstetten/Baldham, einem Vorort im Osten von München. Nach dem Bau der Grund- und Mittelschule auf dem ehemaligen Vereinsgelände, errichteten die Baldham Boars 2017 den Boars Ballpark im Sportgelände an der B304 (Wasserburger Landstraße).

## Geschichte

### Gründungsjahr 1987/1988
Im Frühjahr 1987 reisten zehn Schüler des Gymnasiums Vaterstetten im Rahmen eines Austauschprogramms in die USA und besuchten in Chicago ein Baseballspiel. Was diese dort erlebten, faszinierte sie so sehr, dass sie zurück in der Heimat selber Baseball spielten. 16 Spieler der „Vat Rats“ und „Bald Bones“ beschlossen am 20. Dezember 1988 die Gründung eines Baseballvereins. Der Name „Baldham Boars“ war in Anlehnung an das Wappentier des Landkreises Ebersberg schnell gefunden.

### Erster Spielbetrieb 1989
In der ersten Saison 1989 nahm die Mannschaft der Baldham Boars in der Landesliga Süd den Spielbetrieb auf und erreichte den respektablen 6. Platz mit 2-4 Spielen.

### 1990 – 1999
Schon im nächsten Jahr feierten die Boars ihre ersten Erfolge. Sie gewannen die Meisterschaft der eingleisigen Landesliga mit 12-2 Siegen und stiegen in die Bayernliga auf. Nachdem auch die Mitgliederzahl ständig wuchs, entschlossen sich die Boars zur Gründung einer Juniorenmannschaft und einem Damen Softballteam: den „Baldham Banshees“. Diese erreichten in ihrer ersten Saison den 5. Platz in der Bayernliga.
Kaum 1991 in der höheren Klasse angekommen, wiesen die Boars in dieser Saison eine beachtliche Bilanz mit 11-3 Siegen und dem 2. Platz in der Bayernliga auf. Die Junioren erreichten auf Anhieb den 2. Platz mit 5-3 Erfolgen und die Baldham Banshees belegten mit 2-8 Sielen den 5. Platz in der Bayernliga.
Obwohl die Baldham Boars 1992 punktgleich mit den Grünwald Jesters mit 11-3 Siegen den ersten Platz der Tabelle erreichten, verloren sie im Entscheidungsspiel gegen die Jesters und blieben auf Platz zwei der Bayernliga. Die Boars Junioren erreichten den ersten Erfolg der Vereinsgeschichte und gewannen die Bayerische Meisterschaft. Auch die Damen mochten da natürlich nicht nachstehen und sicherten sich ihre bisher beste Saison mit 4–5 Spielen und dem 4. Platz in der Bayernliga.
Zum ersten Mal starteten 1993 gleich vier Mannschaften der Baldham Boars in die Saison. Die Herren 1 konnten zwar an die Erfolge vom Vorjahr nicht anknüpfen, erreichten aber trotzdem mit 18-10 Siegen den 3. Platz der Bayernliga. Eine zweite Herrenmannschaft wurde aus den ehemaligen Junioren gegründet und belegte in ihrer ersten Saison den 2. Platz der Bezirksliga Gruppe E mit 5-3 Erfolgen. Die Damen beendeten eine schwierige Saison in der Bayernliga mit 3-21 Spielen und dem 7. Platz. Die neu gegründete Jugendmannschaft der Boars wies in dieser Saison mit 2-5 Spielen den 4. Platz der Bayernliga Gruppe Süd auf.
Die Boars zeigten 1994 einen klaren Aufwärtstrend und belegten mit 17-11 Spielen den 2. Platz in der Bayernliga. Die 2. Mannschaft erreichte in der Bezirksliga Gruppe F mit 2-6 Spielen den 3. Platz. Ihren bisher größten Erfolg feierten die Baldham Banshees in einer Spielgemeinschaft mit den Poing Rangers, als sie mit 17-3 Siegen den Meistertitel der Landesliga erreichten. Auch die Jugend krönte eine mit 9 Siegen ungeschlagene Saison in der Bayernliga Gruppe Mitte mit dem Meistertitel.
Eine weitere Saison mussten die Boars 1995 in der Bayernliga verharren, mit 18-10 Spielen errangen die Herren 1 den 3. Platz. Auch die Herren 2 erreichten in der Bezirksliga Gruppe C mit 6-4 Siegen den 3. Platz und qualifizierten sich für die Bezirksliga Play-Offs. Mit einem ausgeglichenen Ergebnis von 6-6 Erfolgen belegten die Boars den 8. Platz. Einen klaren Aufwärtstrend zeigte die Damenmannschaft, die in der Landesliga Gruppe A mit 5-2 Siegen den 2. Platz erreichte. Aber auch die Jugend beendete eine erfolgreiche Saison in der Bayernliga Gruppe 3 mit 4-4 Spielen. Aus der Wiese, auf der die Boars seit ihrer Gründung spielten, entstand ein Baseballfeld.
Nach einem 4. Platz in der Bayernliga 1996 mit 19-9 Siegen sicherten sich die Herren 1 den Aufstieg in die Regionalliga. Auch bei einem Turnier in Lippstadt errangen die Boars den 1. Platz. Die zweite Mannschaft sicherte sich mit 7-1 Erfolgen den 2. Platz in der Bezirksliga Gruppe C. Die Baldham Banshees feierten mit der Meisterschaft der Landesliga ihren ersten Titel. Aus der ehemaligen Jugend wurde die Junioren-Mannschaft gegründet und erreichte mit 3-6 Spielen den 4. Platz in der Bayernliga Gruppe C.
Nach dem Aufstieg im Vorjahr konnten 1997 die Baldham Boars in dieser Saison für die größte Sensation sorgen: Mit 21-3 Siegen stürmten die Boars an die Spitze der Regionalliga und feierten mit der Meisterschaft auch den Aufstieg in die 2. Bundesliga Süd. Bei einem Turnier in Halle gelang den Boars ebenfalls der 1. Platz. Die Herren 2 fusionierten in dieser Saison mit den Poing Rangers und erreichten den 4. Platz in der Bezirksliga. Mit dem 5. Platz in der Bayernliga konnten die Baldham Banshees nicht mehr an die Erfolge der letzten Jahre anknüpfen. Der Boars Nachwuchs überzeugte wieder mit 7-2 Spielen und einem 2. Platz in der Landesliga Gruppe C. Zum ersten Mal wurde eine Schülermannschaft gegründet.
Die Herren 1 verbrachten 1998 nur eine Saison in der 2. Bundesliga, denn in dieser Saison erreichten die Boars den größten Erfolg der Vereinsgeschichte. Mit 29-7 Siegen feierten die Boars die Meisterschaft und stiegen in die höchste deutsche Spielklasse auf. Aber auch der 1. Platz beim Charly Brown Cup und der 2. Platz im Bayernpokal komplettierten eine erfolgreiche Saison. Auch die Herren 2 spielten eine erfolgreiche Saison mit 6-4 Siegen und dem 3. Platz in der Bezirksliga Gruppe E. Die Baldham Banshees beschlossen ihre letzte Saison mit 0-20 Spielen und dem 6. Platz in der Bayernliga.
Die erste Saison in der 1. Bundesliga 1999 beendeten die Herren 1 mit 11-21 Spielen und den 6. Platz. Im Bayernpokal errangen die Boars den 3. Platz. Auch die Herren 2 spielten eine erfolgreiche Saison mit 10-0 Erfolgen und qualifizierten sich in der Bezirksliga Gruppe F für die Aufstiegsrunde. Nach dem 1. Platz mit 2-0 Siegen feierten die Herren 2 den Aufstieg in die Landesliga. Die Jugend belegte den 3. Platz in der Bayernliga Gruppe 3.

### 2000 – 2009
Mit einem 6. Platz 2000 in der 1. Bundesliga Süd mit 13-21 Spielen sicherten die Boars den Klassenerhalt. Beim Hallen Europacup in Going feierten die Boars den 1. Platz und erreichten den 2. Platz im Bayernpokal. Die Herren 2 erkämpften sich in ihrem ersten Jahr in der Landesliga mit 16-12 Erfolgen den 4. Platz. Auch die Junioren beschlossen eine erfolgreiche 1. Runde in der Gruppe D mit 3-1 Spielen und dem 1. Platz. Die 2. Runde der Champions League Gruppe A beendeten die Junioren mit 0-3 Spielen und dem 4. Platz. Die Jugend beendete die Runde 1 in der Gruppe D auf dem 6. Platz. Allerdings konnte sich die Mannschaft steigern und erzielte in der zweiten Runde den 2. Platz in der Champions League Gruppe E.
Zum dritten Mal in Folge belegten die Herren 1 2001 mit 10-22 Spielen den 6. Platz in der 1. Bundesliga Süd und erreichten den 2. Platz im Bayernpokal. Die Herren 2 allerdings feierten mit der Meisterschaft der Landesliga ihren bisher größten Erfolg. Junioren: 4. Platz. Mit einem 2. Platz in der Vorrunde, konnte die Jugend in der Endrunde um die Bayerische Meisterschaft den 3. Platz erzielen.
Nach vier Jahren in der 1. Bundesliga stiegen die Boars mit 6-28 Spielen und dem 8. Platz 2002 in die 2. Bundesliga ab. Trotzdem gelang den Boars noch ein Turniersieg beim Charly Brown Cup sowie der 2. Platz beim Hallen Europacup in Going. Die Herren 2 schlugen sich erfolgreich in der Landesliga Süd und belegten mit 17-11 Spielen den 4. Platz. Die BBQ Boars, die Softball Freizeitmannschaft der Baldham Boars wurde gegründet.
Mit 13-15 Spielen erreichten die Herren 1 2003 den 5. Platz in der 2. Bundesliga Süd. Wieder gelang den Herren der 2. Platz beim Hallen Europacup in Going. Die 2. Mannschaft wiederholte die Vorjahresplatzierung mit 15-13 Spielen und dem 4. Rang in der Landesliga. Die Junioren erreichten den 2. Platz in der Landesliga Gruppe C.
Nach einer erfolgreichen Saison 2004, in der die Boars mit 24-12 Siegen die Meisterschaft errangen, wurde der Aufstieg in die 1. Bundesliga erreicht. Herren 2: Landesliga Nord, Junioren: 2. Platz Bayernliga.
Schon nach einem Jahr in der 1. Bundesliga mussten die Boars 2005 mit 4-36 Spielen und dem 8. Platz wieder in die 2. Bundesliga absteigen. Die zweite Mannschaft erreichte mit einem 2. Platz in der Landesliga Süd den Aufstieg in die Bayernliga. Gründung Herren 3 Bezirksliga. Gründung Schüler Tossball und Kinder Teeball, auf Anhieb beide Bayerischer Meister.
Nach 8-20 Spielen und dem 7. Platz stiegen die Boars 2006 in die Regionalliga Südost ab. Herren 2 Bayernliga, Herren 3 Bezirksliga. Teeball: Bayerischer Meister.
Als Meister der Regionalliga Südost mit 20-8 Erfolgen erreichten die Boars 2007 den Aufstieg in die 2. Bundesliga. Obwohl die Boars nur noch eine Herrenmannschaft in den Spielbetrieb schickte, bauten die Boars mit 5 Teams im Nachwuchsbereich voll auf die Jugend. Dabei qualifizierten sich die Junioren für die Landesliga Meisterrunde und die Teeballer „Boarlies“ wurden zum 3. Mal in Folge Bayerischer Meister.
Nach nur einer Saison in der 2. Bundesliga stiegen die Boars 2008 mit 5-23 Spielen und dem 8. Platz in die Regionalliga Südost ab. Die neu formierte Herren 2 erreichte in der Bezirksliga eine Bilanz von 6-6 Spielen. Während die Jugend mit der Meisterschaft in der Landesliga den Aufstieg in die Bayernliga erzielte, qualifizierten sich die Schüler Livepitch für die Meisterrunde und die Teeballer wurden zum vierten Mal, allerdings nur noch inoffiziell, Bayerischer Meister.
Wieder in der Regionalliga Südost angekommen, erzielten die Boars mit 15-13 Spielen 2009 den 4. Platz und blieben dabei ein wenig unter ihren Erwartungen. Die Herren 2 konnten sich nun besser in der Bezirksliga zurechtfinden und erreichten mit einer Bilanz von 8-4 Spielen eine respektable Saison. Während die Jugend in der Bayernliga mit dem 5. Platz eine ordentliche Leistung zeigte, konnte sich die Schüler Livepitch wieder für die Meisterrunde qualifizieren. Zum ersten Mal schickten die Boars zwei Tossball Mannschaften ins Rennen.

### 2010 – 2019
Die zweite Saison in der Regionalliga Südost 2010 brachte aber auch keinen Schritt vorwärts, denn die Boars belegten mit 14-14 Spielen den 5. Platz. Allerdings qualifizierten sich die Herren 2 mit 7-5 Spielen und dem dritten Platz für den Aufstieg in die Landesliga Süd. Zum ersten Mal schickten die Boars sechs Nachwuchs Mannschaften in den Spielbetrieb und gründeten wieder eine Mädchen-Softballmannschaft, die Baldham Black Hawks. Die Schüler Livepitch qualifizierten sich wieder für die Meisterrunde, zum ersten Mal spielte auch eine zweite Livepitch Mannschaft. Auch bei den Hallenturnieren blieben die Livepitcher mit dem ersten Sieg beim Golden Ball in Gröbenzell erfolgreich. Um den wachsenden Spielbetrieb der Nachwuchsmannschaften gerecht zu werden, eröffneten die Boars mit der Unterstützung der Gemeinde Vaterstetten neben dem Hauptplatz ein Softballfeld.
Die Baldham Boars wiederholten 2011 mit 14-14 Spielen die Bilanz des letzten Jahres und wurden Sechster der Regionalliga Südost. Die Herren 2 konnte mit 6-24 Begegnungen den Klassenerhalt der Landesliga Süd erreichen. Die Boars schickten wieder fünf Nachwuchs Teams in den Spielbetrieb.
Nach vier Jahren in der Regionalliga Südost stiegen die Boars 2012 mit 20-8 Spielen in die 2. Bundesliga Süd auf. Während der Nebensaison gewannen die Boars Livepitcher zum ersten Mal die deutsche Hallenmeisterschaft in Gauting. Auch bei der 89ers Trophy in Rosenheim blieben die Schüler erfolgreich. Nach der Qualifikation zur Meisterrunde wurden die Livepitcher auch Bayerischer Vizemeister. Die Boars Schüler gewannen zum ersten Mal die Bayerische Hallenmeisterschaft.
Zum sechsten Mal seit der Vereinsgründung spielten die Baldham Boars 2013 in der 2. Bundesliga Süd und erreichten mit 8-16 Spielen den fünften Platz. Die Boars Livepitcher gewannen zum zweiten Mal in Folge die deutsche Hallenmeisterschaft in Gauting und die Rosenheim 89ers Trophy. Die Blackhawks belegten bei der Bayerischen Hallenmeisterschaft in Rosenheim mit der U16 (weibl. Jugend Softball) den dritten Platz.
Die Schüler wiederholten eine erfolgreiche Saison und wurden Bayerischer Vizemeister.
Mit 1-23 Spielen und dem siebten Platz stiegen die Boars 2014 in die Regionalliga Südost ab. Die Jugend gewann zum ersten Mal den Red Lions Cup in Schwaig. Die Schüler gewannen zum zweiten Mal die Bayerische Hallenmeisterschaft.
Die Boars erreichten 2015 den 7. Platz mit 7-21 Spielen und stiegen in die Bayernliga ab. Nach der Deutschen Hallenvizemeisterschaft, holte die Jugend zum zweiten Mal in Folge den Schwaig Red Lions Cup. Zum ersten Mal wurden zwei Jugendmannschaften für den Spielbetrieb gemeldet. Mit der Bayerischen Vizemeisterschaft qualifizierte sich die Jugend für die Deutsche Meisterschaft und erreichte den 9. Platz. Die Boars Jugend wurde Bayerischer Hallenvizemeister.
In der zweigleisigen Bayernliga wurden die Boars 2016 nach der Vorrunde mit 16-4 Spielen Gruppenerster. Mit 6-4 Spielen wurden die Boars in den Playoffs Dritter. Die Jugend gewann zum dritten Mal in Folge den Schwaig Red Lions Cup und wurde zum zweiten Mal in Folge Bayerischer Vizemeister.
Auf dem Baseballfeld das die Baldham Boars seit 1988 ihre Heimat nannten, entstand eine neue Grund- und Mittelschule. Durch den Neubau mussten die Herren alle Spiele in der Saison 2017 als Auswärtsspiele bestreiten. Die Herren holten in der Bayernliga Nord mit 12-4 Spielen den 2. Platz und qualifizierten sich für die Playoffs. Mit einer Bilanz von 6-6 Spielen wurden die Herren Dritter der Playoffs. Währenddessen wurde der neue Boars Ballpark im Sportgelände an der B304 gebaut. Die Jugend gewann zum vierten Mal in Folge den Schwaig Red Lions Cup. Die U-16 Mannschaft der Black Hawks wurde mit einer Spielgemeinschaft mit den Grünwald Jesters und Erding Mallards Bayerischer Hallenvizemeister und Deutscher Hallenvizemeister.
Während der Nebensaison holten die Baldham Boars den 3. Platz der Bayerischen Hallenmeisterschaft in Schwaig. Durch Verzögerungen beim Platzneubau konnten die Boars 2018 nur Auswärtsspiele abhalten. Mit 14-6 Spielen wurden die Boars Zweiter der Bayernliga Süd und qualifizierten sich für die Playoffs. Die bis zum letzten Spieltag ungeschlagenen Boars konnten sich die einzige Niederlage gegen die Fürth Pirates erlauben, sicherten sich im zweiten Spiel mit einem Sieg eine Bilanz von 9-1 Spielen und gewannen die Bayerische Meisterschaft. Nach 2014 erreichten die Boars den siebten Aufstieg in die 2. Bundesliga. Die Junioren qualifizierten sich mit nur einem Sieg für das Finale und wurden Bayerischer Vizemeister. Die U-16 Spielgemeinschaft der Black Hawks wurde mit den Grünwald Jesters und Erding Mallards Dritter bei der Deutschen Hallenmeisterschaft.
Die Baldham Boars spielten die Saison 2019 in der 2. Bundesliga Südost im neuen Boars Ballpark. Mit einer Bilanz von 16-12 Spielen erreichten die Baldham Boars den 3. Platz. Die U-13 Schüler Softballmannschaft belegte bei der Bayerischen Meisterschaft in Freising den 3. Platz.

### 2020
Die Erfolge der Softballmannschaften bei der Bayerischen Hallenmeisterschaft ließen hohe Erwartungen für die Saison 2020 zu. Die BBQ Boars feierten zum ersten Mal in der Vereinsgeschichte die Meisterschaft, während die Legal Aliens den dritten Platz in der zweiten Gruppe holten. Die Softball Jugend landete zwar auf dem vierten Platz, bekam aber Platz drei zugesprochen, da die Stuttgart Reds außer Konkurrenz antraten. Auch die Schülerinnen sicherten sich den dritten Platz.
Dann kam alles ganz anders als erwartet.
Die Herren 1 zogen ohne Konsequenzen vom Spielbetrieb in der 2. Bundesliga zurück, da die verkürzte Saison keinen Aufsteiger oder Absteiger ermitteln sollte. Mit einer Bilanz von 6-0 Spielen wurden die Herren 2 Meister der Landesklasse Süd. Die Softball Juniorinnen holten sich die bayerische Vizemeisterschaft.

### 2021
Der reguläre Spielbetrieb stand schon während der Nebensaison im Ungewissen. Der Startschuss fiel Ende Mai für die Saison 2021 in der 2. Bundesliga. Jedoch wurde noch vor Saisonbeginn festgelegt, dass auch diese Spielzeit keinen Aufstieg oder Abstieg ermöglichen würde. Die Baldham Boars eilten mit einer Siegesserie von 13 Spielen auf und davon, sicherten sich den ersten Tabellenplatz und ließen diesen auch bis zum Saisonende nicht mehr los. Mit 21-5 Spielen feierten die Baldham Boars nach 1998 und 2004 zum dritten Mal in der Vereinsgeschichte die Meisterschaft in der 2. Bundesliga. Die Legal Aliens, das Mixed Slowpitch Team, eilte von einem Turniererfolg zum Nächsten. Nach dem Sieg beim Buttermaker Cup in Freising, gewannen die Legal Aliens die Chicken Skin Classic in Wiener Neustadt und das Heavy Hitters Softball Turnier in Prag.

### 2022
Als amtierender Meister der 2. Bundesliga Süd-Südost, hatten die Baldham Boars in der Saison 2022 nicht nur die Titelverteidigung im Visier, sondern auch die Qualifikation zur ersten Bundesliga. Zwar waren 32 Spiele in der Qualifikationsrunde geplant, allerdings wurden sechs davon abgesagt. Mit einer Bilanz von 21-5 Spielen landeten die Boars auf dem zweiten Platz, konnten sich aber trotzdem für die Playoffs in einer Best-of-Five Series gegen den Meister der 2. Bundesliga Südwest, den Hünstetten Storm, qualifizieren. Der Vorteil von drei Heimspielen fiel ins Wasser, und so reisten die Boars zwei Mal nach Hünstetten und konnten lediglich ein einziges Heimspiel abhalten. Erst im Entscheidungsspiel zogen die Boars den Kürzeren, hatten aber gleich darauf eine Best-of-Three Relegationsrunde gegen die Tübingen Hawks, den siebten der ersten Bundesliga Süd, auf dem Programm. Diese Serie benötigte ebenso ein Entscheidungsspiel, dass die Boars in Extra Innings verloren.

### 2023
Ein veränderter Spielmodus sah für die Saison 2023 vor, dass 12 Mannschaften in der 2. Bundesliga Süd-Südost in einer Qualifikationsrunde antraten. Danach rückten die ersten vier Mannschaften in eine Playoff-Runde um die Meisterschaft, der Rest spielte in den Playdowns, oder Abstiegsrunde. Nach einer durchwachsenen Vorrunde landeten die Baldham Boars mit 11-11 Spielen auf dem 7. Platz, verpassten damit die Playoffs und mussten in den Playdowns antreten. Dort erzielten die Boars mit 10-2 Spielen den 2. Platz.

### 2024
In der Saison 2024 wurde die 2. Bundesliga Süd-Südost in zwei Gruppen mit jeweils sechs Mannschaften geteilt. Für die Playoffs qualifizierten sich die zwei Gruppenbesten, die danach in einer Meisterrunde mit vier Mannschaften aus der 2. Bundesliga Südwest standen. Die Baldham Boars traten in der 2. Bundesliga Süd-Südost 2 an und erreichten mit einer Bilanz von 20-10 Spielen den 2. Platz. Im Viertelfinale der Playoffs besiegten die Boars in zwei Spielen mit den Mainz Athletics 2 den Sieger der Gruppe Südwest 1 und standen im Halbfinale. Dort trafen die Boars auf die Bayerische Baseball Academy aus Regensburg, den Gruppensieger der 2. Bundesliga Süd-Südost 1. In einer Best-of-Three Series verloren die Boars das Entscheidungsspiel in Extra Innings.

## Erfolge
- 1990: Herren Meister Landesliga
- 1992: Junioren Meister Bayernliga
- 1994: Damen Meister Landesliga
- 1994: Jugend Meister Bayernliga
- 1996: Damen Meister Landesliga
- 1997: Herren 1 Meister Regionalliga Südost
- 1998: Herren 1 Meister 2. Bundesliga Süd
- 1999: Herren 2 Meister Bezirksliga Gruppe F
- 2000: Herren 1 Sieger Europacup Hallenbaseball
- 2001: Herren 2 Meister Landesliga
- 2002: Herren 1 Vizemeister Europacup Hallenbaseball
- 2003: Herren 1 Vizemeister Europacup Hallenbaseball
- 2004: Herren 1 Meister 2. Bundesliga Süd
- 2004: Junioren Vizemeister Bayernliga
- 2005: Herren 2 Vizemeister Landesliga Süd
- 2005: Tossball Bayerischer Meister
- 2005: Teeball Bayerischer Meister
- 2006: Teeball Bayerischer Meister
- 2007: Herren 1 Meister Regionalliga Südost
- 2007: Teeball Bayerischer Meister
- 2008: Jugend Meister Landesliga Süd
- 2012: Herren 1 Meister Regionalliga Südost
- 2012: Schüler Livepitch Deutscher Hallenmeister
- 2012: Schüler Livepitch Bayerischer Vizemeister
- 2012: Schüler Livepitch Bayerischer Hallenmeister
- 2013: Schüler Livepitch Deutscher Hallenmeister
- 2013: Schüler Livepitch Bayerischer Vizemeister
- 2014: Schüler Livepitch Bayerischer Hallenmeister
- 2015: Jugend Deutscher Hallenvizemeister
- 2015: Jugend Bayerischer Vizemeister
- 2015: Jugend 9. Platz Deutsche Meisterschaft
- 2015: Jugend Bayerischer Hallenvizemeister
- 2016: Jugend Bayerischer Vizemeister
- 2017: Jugend Softball Bayerischer Hallenvizemeister
- 2017: Jugend Softball Deutscher Hallenvizemeister
- 2018: Herren 1 Meister Bayernliga
- 2018: Junioren Bayerischer Vizemeister
- 2020: Herren 2 Meister Landesklasse Süd
- 2020: Juniorinnen Softball Bayerischer Vizemeister
- 2020: BBQ Boars Bayerischer Hallenmeister
- 2021: Herren 1 Meister 2. Bundesliga Südost
- 2022: Herren 1 Vizemeister 2. Bundesliga Süd-Südost